# 馬克斯·沃沙斯基
馬克斯·沃沙斯基（法語：Max Warschawski，出生名：Meïr Shimeon ben Yitzhak HaLevi Max Warschawski，1925年7月4日—2006年9月13日）出生於法國大東部大區下萊茵省的史特拉斯堡，是一位已故的法國猶太教拉比。

## 生平
他在第二次世界大戰後進入法國猶太神學院，在1945年到1947年期間接受完整的猶太教拉比的訓練，完成神學院拉比的課程後，1948年至1954年期間成為比沙伊姆的拉比，之後擔任斯特拉斯堡首席拉比亞伯拉罕·德意志的助理，於1970年接替他成為斯特拉斯堡的拉比。

## 受獎
- 1978年，經由時任法國首席拉比雅各布·卡普蘭的舉薦之下，獲頒法國榮譽軍團勳章。